# Luszowice (powiat chrzanowski)
Luszowice – wieś w Polsce położona w województwie małopolskim, w powiecie chrzanowskim, w gminie Chrzanów.
Wieś biskupstwa krakowskiego w powiecie proszowickim w województwie krakowskim w końcu XVI wieku.  W latach 1975–1998 miejscowość należała administracyjnie do województwa katowickiego.

## Części wsi
| SIMC    | Nazwa       | Rodzaj     |
| ------- | ----------- | ---------- |
| 0213517 | Brzezinki   | przysiółek |
| 0213457 | Dąbrowa     | część wsi  |
| 0213463 | Dębina      | część wsi  |
| 0213470 | Duże Piaski | część wsi  |
| 0213523 | Małe Piaski | przysiółek |
| 0213486 | Osnowa      | część wsi  |
| 0213492 | Sadowie     | część wsi  |
| 0213500 | Skotnica    | część wsi  |

## Historia
Luszowice są jedną z najstarszych wsi powiatu chrzanowskiego. Do przełomu XVI i XVII wieku należała do dóbr tęczyńskich, kiedy to Jan Tęczyński oddał ją biskupom krakowskim (klucz sławkowski), w zamian za Krzeszowice. Podobnie jak w całej okolicy, w XVI–XVII wieku wydobywano tu rudę ołowiu, a w XIX wieku rudę cynku – galman. To właśnie na terenie Luszowic w XIII wieku powstała pierwsza na tym terenie osada górnicza, która w XIV wieku usamodzielniła się pod nazwą Góry Luszowskie (obecnie: część miasta Trzebinia). Natomiast już w XX wieku część Luszowic: Stara Góra i tereny w rejonie ulic Chrzanowskiej, Polnej i górnej części Ogrodowej (obecnie leżących w mieście Trzebinia) zostały najpierw w 1946 włączone do nowo utworzonej w tym roku parafii Siersza, a 1954 do gromady Siersza.

## Instytucje
- Biblioteka Publiczna
- Kościół św. Anny
- Ochotnicza Straż Pożarna
- Szkoła Podstawowa im. Króla Władysława Jagiełły
- L.K.S. Polonia Luszowice
- Ośrodek zdrowia- Filia Zakładu Lecznictwa Ambulatoryjnego w Chrzanowie

## Spis ulic
ul. Styczniowa, ul. Chmielna, ul. Gronowa, ul. Podskarpie, ul. Ksawerego Dunikowkiego, ul. Sierszańska, ul. Marcinkowskiego, ul. Przybyszewskiego, ul. Piwniczna, ul. Jana, ul. Kołodziejska, ul. Skotnica, ul. Piotra Skargi, ul. Strażacka, ul. Różyckiego, ul. Konrada, ul. Korzeniowskiego, ul. Mierosławskiego, ul. Mroczna, ul. Pawła Włodkowica, ul. Powstańców Warszawy, ul. Zimowa, ul. Jesienna, ul. Wiosenna, ul. Pawia, ul. Bociania, ul. Wspólna, ul. Żołnierska, ul. Dygasińskiego, ul. Dąbrowa, ul. Sportowa, ul. Górna, ul. Zelwerowicza,
ul. Jeziorki.